# Triplochrysa pallida
Triplochrysa pallida is een insect uit de familie van de gaasvliegen (Chrysopidae), die tot de orde netvleugeligen (Neuroptera) behoort. 
Triplochrysa pallida is voor het eerst wetenschappelijk beschreven door Kimmins in 1952.